# Ильница (река)
Ильница (укр. Ільниця) — река на Украине, в пределах Калушского района Ивано-Франковской области. Левый приток Свичи (бассейн Днестра).

## Описание
Длина реки 10 км, площадь бассейна 37,6 км². Уклон реки 47 м/км. Река горного типа. Долина узкая и глубокая (кроме приустьевой части), почти полностью покрыта лесом. Русло умеренно извилистое, с многочисленными перекатами и каменистым дном.

## Русло
Берёт начало к северо-востоку от Вышковского перевала в Украинских Карпатах, между горами западной части массива Горганы. Течёт сначала на северо-запад, далее на северо-восток, в низовьях — на восток. Впадает в Свичу в восточной части села Мысловка.

## Притоки
Притоки — горные ручьи.

## Населённые пункты
На реке расположено село Мысловка.